# Paramyrmococcus chiengraiensis
Paramyrmococcus chiengraiensis  (лат.) — вид мирмекофильных насекомых-кокцид рода Paramyrmococcus из семейства мучнистые червецы (Pseudococcidae).

## Распространение
Юго-Восточная Азия: Таиланд.

## Описание
Микроскопического размера мучнистые червецы (длина 1-2 мм). Усики 6-члениковые, равные длине всего тела. От близких видов отличаются редкими щетинками на задних голенях.

Питаются соками таких растений, как
- Phyllanthaceae: Glochidion;
- Poaceae: Trachypogon.

Среди муравьёв симбионтов представители рода Dolichoderus: подрод Hypoclinea.
Вид был впервые описан в 1941 году энтомологом Р. Такахаси (Takahashi, R.).